# Wu Shude
Dans ce nom, le nom de famille, Wu, précède le nom personnel.
Wu Shude (né le 18 septembre 1959 à Nanning (Chine)) est un haltérophile chinois.
Il obtient la médaille d'or olympique en 1984 à Los Angeles en moins de 56 kg.